# Hôpital Chợ Rẫy
L'hôpital Chợ Rẫy (vietnamien : Bệnh viện Chợ Rẫy) est un hôpital situé dans le  5e arrondissement d'Hô Chi Minh-Ville au Viêt Nam.

## Présentation
L'hôpital est fondé en 1900, sous le nom d'Hôpital municipal de Cholon à Saïgon. 
C'est l'un des premiers établissements médicaux français établi au Vietnam avec l'Institut Pasteur de Saïgon créé en 1891 et l'Institut Pasteur de Nha Trang créé en 1895.
L'hôpital est construit sur un terrain élevé d'une superficie de plus de 50 000 m2 avec des bâtiments de 2 étages, utilisé auparavant comme marché chinois, appelé marché Ray (Chợ Rẫy). 
Et depuis lors, les saigonais ont toujours appelé l'hôpital Chợ Rẫy et ce nom est officiellement utilisé à ce jour.
Depuis ses débuts, l'hôpital Chợ Rẫy a subi de nombreux changements de nom:
- 1919: Hôpital Indigène de Cochinchine.
- 1938  Hôpital Lalung Bonnaire .
- 1945: Hôpital 415 . Après cela, il a été divisé en deux parties Ham Nghi et Nam Viet .
- 1957, Hôpital Cho Ray. C'est également un hôpital universitaire de l'université médicale de Saïgon (vi)[1].
- 1971, le gouvernement japonais accorde une aide non remboursable au gouvernement de la République du Vietnam (sous forme d'indemnités de guerre) pour reconstruire l'hôpital Cho Ray sur une superficie de 53 000 m2 avec des équipements modernes. Ce sera l'un des plus grands hôpitaux d'Asie du Sud-Est à l'époque. Les travaux sont achevés en juin 1974 avec un bâtiment de 11 étages.
- 1993-1995 : le gouvernement japonais continue d'octroyer une aide non remboursable à la modernisation des installations hospitalières[1].
- De nos jours, l'hôpital Cho Ray est un hôpital général.

## Galerie